# Katarzyna Filipowicz-Polańska
Katarzyna Hanna Filipowicz-Polańska z domu Prawdzic-Filipowicz (ur. 29 sierpnia 1920 w Warszawie, zm. 13 marca 2002 w Kopenhadze) – polska ginekolog-cytolog.

## Życiorys
Córka Stefana Prawdzic-Filipowicza i Józefy z Broniewskich. Od 1941 studiowała medycynę na Wydziale Lekarskim Tajnego Uniwersytetu Warszawskiego, równocześnie od 1941 działała w konspiracji używając pseudonimu Kasia. Po wybuchu powstania warszawskiego uczestniczyła w nim w szeregach służb medycznych, była pielęgniarką w szpitalu polowym przy ul. Jaworzyńskiej, który zorganizowano w ramach Oddziału „Bakcyl” (Sanitariat Okręgu Warszawskiego Armii Krajowej). Po upadku walk powstańczych została ewakuowana razem z rannymi.
Po zakończeniu działań wojennych znalazła się w Krakowie, gdzie kontynuowała przerwane studia, a w 1946 ukończyła studia na Wydziale Lekarskim Uniwersytetu Jagiellońskiego. Pracowała w klinice ginekologicznej w Łodzi, a następnie w Krakowie, gdzie uzyskała II stopień specjalizacji, a w 1965 obroniła doktorat. W 1975 ze względów politycznych wyemigrowała do Danii i zamieszkała w Kopenhadze, zaangażowała się w pracę naukową i społeczną. Została powołana na członka VIII Rady Narodowej Rządu RP w Londynie, była członkiem Polskiego Towarzystwa Naukowego Na Obczyźnie, w 1986 na Polskim Uniwersytecie Na Obczyźnie przedstawiła i obroniła pracę habilitacyjną. Swoje wspomnienia z czasów II wojny światowej zawarła w opublikowanej w 1992 książce „Konspiracyjna działalność dydaktyczna i naukowa w latach 1939-1945”.
Zmarła w 2002 i zgodnie ze swoją wolą spoczęła na Cmentarzu Wojskowym przy ul. Prandoty w Krakowie.

## Odznaczenia
- Krzyż Armii Krajowej,
- Medal Wojska (czterokrotnie),
- Złoty Krzyż Zasługi,
- Złota Odznaka Skarbu Narodowego Rzeczypospolitej Polskiej
- Warszawski Krzyż Powstańczy,
- Krzyż Kawalerski Orderu Odrodzenia Polski (11 listopada 1990)[5].